# Der Wüstenplanet – Die Legenden
Der Wüstenplanet – Die Legenden ist eine Roman-Trilogie von Brian Herbert und Kevin J. Anderson. Der dreibändige Zyklus ist eine Vorgeschichte zur Romanreihe Dune. Er erzählt die Geschichte des Aufstands der Menschen gegen die Maschinen, die die Herrschaft über die Galaxis erlangen wollten. Diese Ereignisse bilden den Grundstein für die spätere politische, gesellschaftliche und wirtschaftliche Ordnung des Imperiums. Die Ereignisse spielen etwa 10.000 Jahre vor Der Wüstenplanet. Die Romane entstanden nach dem Tod von Frank Herbert.

## Bezüge zu den späteren Romanen
Zu den Protagonisten gehören von Anfang an einige der Vorfahren von Figuren aus den späteren Dune-Romanen, wie der zunächst unter den Denkmaschinen lebende Vorian Atreides oder einer der höchsten Militärs der freien Menschen, Primero Xavier Harkonnen. Auch die Entstehung der großen Organisationen und Kulturen wird hier schon deutlich. So entdeckt der Zensunni Selim auf Arrakis die Möglichkeit auf Sandwürmern zu reiten, was zusammen mit folgenden Veränderungen durch den entflohenen Sklaven Ishmael den Grundstein für die Fremen-Kultur legt. Auf dem Planeten Rossak gibt es nur Telepathinnen, die gezielte genetische Zuchtprogramme durchführen, während manche Männer begabte Pharmazeuten und Händler sind. Die ebenfalls von Rossak stammende Norma Cenva ist eine geniale Erfinderin, die neben vielen anderen Dingen auch die Raumfaltschiffe erfindet und selbst zur ersten Navigatorin wird. Auf dem Planeten Tlulax entwickeln die Bewohner Techniken, Körperteile und sogar menschliche Klone zu züchten, was später zur Kultur der Bene Tleilax führen wird.

## Inhalt
Der erste Band beginnt mit einem kurzen Rückblick auf das Ende des alten Imperiums. Nachdem sich die Menschheit über weite Teile der Galaxis ausgebreitet hatte, ohne auf irgendeiner Welt auf intelligentes Leben zu stoßen, machte sich eine Lethargie in allen Welten der Menschen breit. Immer mehr Bereiche des alltäglichen Lebens wurden Maschinen und Computern überlassen. Schließlich versuchte ein Visionär, der sich Tlaloc nannte, der Gesellschaft wieder zu neuer Tatkraft zu verhelfen. Er rief dazu auf, die Herrscher des Imperiums zu stürzen und sammelte Gleichgesinnte um sich, die sich ab da die Titanen nannten. Diese kombinierten die Denkmaschinen mit Waffensystemen und eroberten bald große Teile der bekannten Galaxis. Ihnen gegenüber stand die Liga der Edlen, die freie Gebiete sicherten. Während die Titanen sich zu Cymeks transformierten, indem sie ihre ursprünglichen Gehirne in mechanische und austauschbare Körper verpflanzten sicherten sich etwa ein Jahrhundert lang die Herrschaft. Dann überließ einer der Titanen der künstlichen Intelligenz zu viele Freiheiten, so dass die Computer eine eigene Intelligenz in Form des Netzwerks Omnius entwickelten. Omnius unterwarf die Titanen und etablierte ein Reich der sogenannten synchronisierten Welten mit dem Hauptsitz auf der ehemaligen Heimatwelt der Menschen, jetzt Terra-Omnius genannt, denen nach wie vor die Welten der Liga der Edlen, sowie einige keinem Bündnis zugehörige Planeten gegenüber standen. Etwa tausend Jahre nach dem Auftritt von Omnius setzt die Geschichte der Legenden ein, die die entscheidende Schlacht zwischen ihm und den freien Menschen schildert.
Nach einem Großangriff der Maschinen und Cymeks auf die Hauptwelt der Liga der Edlen, Salusa Secundus wird den Menschen klar, dass man einen Gegenangriff wagen muss. Das von Tio Holtzman entwickelte Verteidigungssystem galt zuvor als sicher, aber die Offensive zeigte, dass die Maschinen lernfähig genug waren, um auch undurchdringlich erscheinende Barrieren zu überwinden. Bevor irgendwelche Pläne geschmiedet werden können, erfolgt ein zweiter Angriff der Maschinen, diesmal auf Giedi Primus. Der Planet kann den Angreifern nicht standhalten. Entgegen der Beschlüsse der Liga, entschließt sich die Tochter des Ligavorsitzenden Serena Butler eine Befreiungsaktion zu starten. Mit einem kleinen Trupp gelangt sie auf Giedi Primus und fügt den Maschinen erheblichen Schaden zu, so dass die so zum Handeln gezwungene Flotte der Liga, den Planeten zurückerobern kann. Dabei wird Serena gefangen und zur Sklavin von Erasmus gemacht. Dort erfährt sie, dass sie von Xavier Harkonnen schwanger ist.
Auf einer Welt der Liga kommt es inzwischen zu einem Sklavenaufstand, der aber blutig niedergeschlagen wird. Parallel dazu rebellieren auf der Erde die Menschen gegen die Herrschaft Omnius'. Diese Rebellion wird durch die brutale Ermordung von Serenas Kind Manion durch Erasmus vor den Augen des Volkes ausgelöst. Auch dieser Aufstand wird gewaltsam beendet, und alle Menschen auf der Erde werden getötet. Dabei entkommt Serena mit Vorian Atreides und Iblis Ginjo, zwei Überläufern. Zurück auf Salusa Secundus, überzeugen die drei Flüchtlinge die Liga von der Notwendigkeit, einen religiös motivierten Krieg gegen Omnius auszurufen. Serena nutzt die Empörung über den Mord an ihrem Sohn als Antrieb und ruft in dessen Namen Butlers Djihad aus. Eine Armada rückt in Richtung Erde aus und bombardiert diese mit Atomwaffen bis zur völligen Zerstörung. Dabei erbeutet Vorian eine Kopie des Omnius-Bewusstseins. Die Maschinen verlegen ihr Zentrum auf den Planeten Corrin.
Es folgen Jahrzehnte kriegerischer Auseinandersetzungen. In dieser Zeit zieht sich Serena Butler vorübergehend aus der Öffentlichkeit zurück und überlässt die Lenkung der Massen ihrem Stellvertreter Iblis Ginjo, der sich zu einem Demagogen entwickelt und eine totale Kontrolle über die Welten der Liga zu erlangen sucht, indem er eine Geheimpolizei namens Djipol gründet. Im Laufe der Ereignisse stirbt Serena den Märtyrertod. Gleichzeitig wird die Lage komplizierter, als die Titanen den offenen Krieg mit Omnius suchen und auch gezielte Angriffe auf die Liga durchführen.
Als Omnius eine tödliche Seuche über die Welten der Liga verbreitet, droht die menschliche Gesellschaft zu unterliegen. Die Maschinen ziehen ihre ganze Streitkraft zusammen um die überlebenden Menschen zu töten. Diese haben aber mittlerweile einen extrem schnellen Antrieb für ihre Flotte entwickelt, mit der sie sämtliche jetzt ungeschützten Welten der Maschinen heimsuchen und völlig zerstören. Dabei werden auch Milliarden dort lebender menschlicher Sklaven getötet. Die Denkmaschinen ziehen sich auf ihre letzte verbliebene Welt Corrin zurück, die derart massiv belagert wird, dass eine Pattsituation entsteht. Nach über 90 Jahren wird Butlers Djihad für beendet erklärt.
Nach zwanzigjähriger Belagerung sind die Titanen und ihre Cymeks zerstört. Die menschliche Flotte wagt einen Großangriff auf Corrin und besiegt Omnius und seine Maschinen. Faykan Butler vereinigt die maßgeblichen Ämter der Liga und setzt sich selbst als erster Padischah-Imperator über das neu ausgerufene Imperium der Menschen ein. Im Gedenken an die letzte Schlacht ändert er seinen Namen und den seines Hauses von Butler zu Corrino.
In parallelen Handlungssträngen wird erzählt, wie der Junge Ishmael von den Tlulaxianern gefangen wird. In den Jahren der Sklaverei versucht er, seine pazifistische Haltung zu bewahren und gegen die Aufwiegelungen anderer Sklaven zu verteidigen. Als ein Sklavenaufstand außer Kontrolle gerät, entführt er den Prototyp eines Raumfaltschiffs und flieht mit einer Gruppe seiner Anhänger nach Arrakis. Dort hat der verstoßene Zensunni Selim gelernt, auf Sandwürmern zu reiten und in der Wüste Visionen von einem autarken Leben der Stämme. Ishmael vereint seine Gruppe von Flüchtlingen mit Selims Wüstennomaden und nennt den Stamm Free men, ein Name, der später zu Fremen wird.
Auch erfährt man von der Zusammenarbeit von Tio Holtzman und Norma Cenva. Aus dieser Kooperation entstehen viele Erfindungen, die für den Fortgang der Geschichte essentiell sind. Ihr Stiefvater Aurelius Venport. der durch den Aufbau eines Handelsimperiums unvorstellbar reich geworden ist, unterstützt sie. Als sie bei Holtzman in Ungnade fällt und verbannt wird, wird Norma von einem der Titanen gefangen genommen. Unter dessen Folter erlangt sie den Kontakt zum Bewusstsein ihrer gesamten weiblichen Vorfahren, wie es später die Bene Gesserit in ihrer Gewürzagonie gezielt herbei führen. Durch die erfahrene Vision lernt sie, die Technik der Raumfaltschiffe zu beherrschen und legt somit den Grundstein für die spätere Raumgilde.
Weitere Aspekte der späteren Gesellschaftsordnung entstehen während dieser drei Romane. So bildet der Roboter Erasmus den ersten Mentat aus, die Ärztin Raquella gründet die Bene Gesserit und Jool Noret die Schwertmeister von Ginaz.

## Die Weltordnung inDie Legenden

### Die Synchronisierten Welten
Das Reich der Denkmaschinen wird durch den Computer-Allgeist Omnius beherrscht, wobei manche Roboter mit individuellen Freiheiten ausgestattet sind wie der hochgestellte Erasmus oder der Raumschiffpilot Seurat. Omnius hat Kopien seiner selbst auf allen von ihm beherrschten Welten hinterlassen. Diese werden durch per Raumschiff transportierte Updates synchronisiert. Die Menschen der synchronisierten Welten sind entweder Sklaven oder privilegierte Kollaborateure (auch Trustees genannt). Eine herausragende Rolle spielen die 20 ehemaligen Titanen, die als Cymeks ihre Gehirne in auswechselbare Roboterkörper integriert haben. Aufgrund seiner Primärprogrammierung ist es Omnius unmöglich, einen Titanen zu töten. Im Laufe der Zeit reift der Plan in den Titanen heran, Omnius zu stürzen und sich selbst an die Spitze des Maschinenreichs zu setzen. Besonders verdienstvollen Kollaborateuren wird die Ehre zuteil, ebenfalls diese Konversion durchführen zu dürfen. Diese werden dann Neo-Cymeks genannt. Die Bewohner der Liga-Welten werden abschätzig als ungezähmte Menschen oder Hrethgir bezeichnet. Obwohl sich die Denkmaschinen als den Menschen überlegen betrachten, halten sich manche  wie Erasmus Sklaven, um aus deren unrationellem Verhalten zu lernen.

### Die Liga der Edlen
Die Liga sieht Omnius und sein Reich als Feind. Anfänglich geht man Konfrontationen lieber aus dem Weg, zumal seit langer Zeit kein Angriff der Denkmaschinen mehr stattgefunden hat. Die Welten der Liga haben sehr unterschiedliche Sozialstrukturen und Funktionen. Giedi Primus ist ein Planet mit viel Schwerindustrie, während der zentrale Verwaltungsplanet Salusa Secundus kulturell, aber auch militärisch am weitesten entwickelt ist. Andere Welten sind viel rückständiger und liefern nur Produkte von Landwirtschaft oder Fischerei, wie der Planet Caladan. Obwohl die Versklavung der Menschen durch die Maschinen verachtet wird, hat die Liga auf Welten wie Poritrin kein Problem damit, selber Sklaverei zu dulden. Ihre Sklaven bezieht sie aus den unverbundenen Welten, was damit begründet wird, dass dort Anhänger des Buddhislam leben, die im historischen Krieg gegen die Maschinen aufgrund ihrer pazifistischen Einstellung nicht teilgenommen hatten, was von der Liga jedoch als Feigheit betrachtet wird. Sklaven werden in der Liga oft sehr schlecht behandelt, bekommen etwa keine medizinische Versorgung, da es billiger ist, sie sterben zu lassen und neue zu besorgen. Ein wichtiges Charakteristikum der Liga ist es, keine denkenden Maschinen einzusetzen, wobei die vor allem in Raumschiffenen notwendigen elektronischen Einrichtungen von vielen argwöhnisch beäugt werden. So verzichtet der auf Poritrin lebende geniale Erfinder Tio Holtzman auf hochentwickelte Computer und lässt alle Berechnungen von Assistenten sowie einer größeren Gruppe von Sklaven mit sehr einfachen Geräten durchführen.

### Die Unverbundenen Welten
Die Unverbundenen Welten haben keine übergeordnete Organisation. Viele von ihnen werden von den Anhängern des Buddhislam bewohnt, die oft in eine fast vorzivilisatorische Entwicklungsstufe zurückgefallen sind. Andere haben ihre eigenen Gründe, der Liga nicht beizutreten. So schätzt man etwa auf Tleilax die Abwesenheit ethischer und rechtlicher Kontrollen. Dadurch können viele der dort bereitgestellten Organe und Körperteile einfach von Sklaven aus anderen Planeten entnommen statt wie behauptet komplett gezüchtet werden.

## Romane der Legenden
1. Legends of Dune: The Butlerian Jihad (dt. Der Wüstenplanet – Die Legenden 1: Butlers Djihad, 2002)
2. Legends of Dune: The Machine Crusade (dt. Der Wüstenplanet – Die Legenden 2: Der Kreuzzug, 2003)
3. Legends of Dune: The Battle of Corrin (dt. Der Wüstenplanet – Die Legenden 3: Die Schlacht von Corrin, 2004)